# Tanel Padar
Tanel Padar (27 de outubro de 1980) é um cantor estoniano. Ele é melhor conhecido por ter vencido o Festival Eurovisão da Canção 2001 juntamente com Dave Benton e a banda 2XL, interpretando o tema Everybody (Toda a gente, "Todo o mundo") . Começou a ficar famoso no seu país natal por ter vencido o 'Kaks takti ette', uma competição bianual para jovens estonianos em 1999. Em 2000, no Festival Eurovisão da Canção 2000 foi um dos membros do coro da cantora Ines que era na época sua namorada.
Padar faz parte da banda estoniana The Sun que é muito popular na Estónia.
Tanel Padar esteve casado com Katarina Kalda, uma antiga modelo. Neste momento tem uma ligação amorosa com Evely Ventsli . A sua irmã Gerli Padar é também uma famosa cantora na Estónia.

## Discografia
- The Greatest Hits () (2005)
- Veidi valjem kui vaikus (A bit louder than silence) (2005)
- Tüdrukune (2006)
- Milles On Asi? (2006)
- 100% Rock'n'roll (2006)
- The Sun Live 2006 (2007)
- Veidi valjem kui vaikus II (A bit louder than silence II) (2007)
- Here Comes The Sun (2008)